# Dolores Tosta
Dolores Tosta de López de Santa Anna, de son nom de jeune fille María de los Dolores Diega Ignacia Tosta Gómez, est née le 29 juin 1827 à Mexico où elle est morte le 11 août 1886. Elle était la fille de Bonifacio Tosta Sánchez-Montaño, un riche mineur né à Madrid, et de son épouse, María Manuela Sabina Gomez Palomino, originaire de l'État de Veracruz. Seconde épouse du général mexicain et président à vie, Antonio López de Santa Anna, elle reçoit le titre d’Altesse Sérénissime, lorsque ce dernier s'attribue les pleins pouvoirs.
Après la révolution d'Ayutla, elle s'installa avec son époux en exil à Cuba, aux États-Unis puis en Colombie, avant de finalement retourner au Mexique après la chute du Second Empire. Santa Anna meurt en 1876, et sa veuve dix ans plus-tard, en 1886.

## Biographie

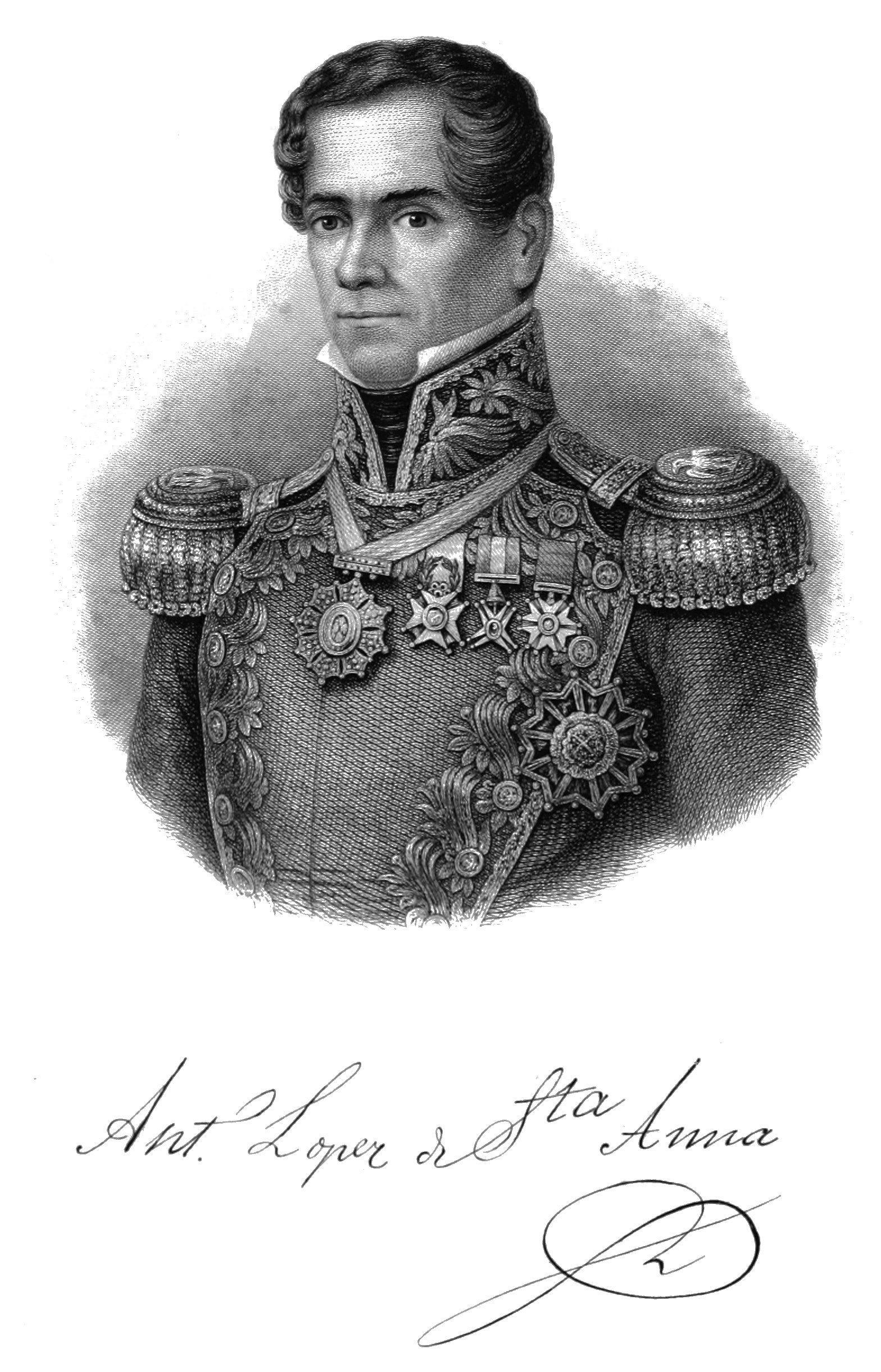
Antonio López de Santa Anna.

Antonio López de Santa Anna, général mexicain, se maria au moins deux fois. Il aimait jouer et parier des sommes parfois importantes. Il se marie avec Inés de la Paz García et avec Dolores Tosta. Il adhère à une loge maçonnique de rite écossais ancien et accepté. En 1836, lors de la campagne du Texas, il eut un enfant dont on ignore le sexe avec Melchora Barrera, on ne sait pas non plus avec précision s'il se marièrent ou non. Plus tard Santa Anna les envoya à Mexico et veilla sur leur bien-être. Il acheta deux belles propriétés dans son État natal, les haciendas de Manga de Clavo près du port de Veracruz où il passa une grande partie de sa vie. Il acheta le 27 mai 1842 l'hacienda dite de El Encero située près de Jalapa pour 45 000 pesos et qui devint sa résidence principale lorsqu'il se maria le 8 octobre 1844 en secondes noces (dans la chapelle qu'il y fit spécialement édifier) avec doña Dolores de Tosta (après le décès de sa première épouse Inés de la Paz García avec laquelle il avait eu cinq enfants). Les haciendas de Santa Anna se consacraient principalement à l'élevage de bovins destinés à alimenter ses troupes. Il y élevait également des coqs de combat auxquels il vouait une grande passion.
Il reçut en 1839 en son hacienda de Manga de Clavo la marquise Calderón de la Barca et plus tard l'épouse de l'ambassadeur américain Poinsett. Toutes deux publièrent des récits détaillés de leur séjour. Santa Anna y reçut presque tous les politiciens, militaires et notables de l'époque. Une cohue de quémandeurs de toute sorte venus de tout le pays l'attendait dès qu'il sortait de chez lui. Il est considéré par certains comme le premier à avoir cherché à commercialiser le chicle obtenu du Manilkara zapota, arbre qui poussait sur ses terres, comme gomme à mâcher, ainsi que comme bandages pour les roues de calèches, mais sans succès.
En 1853, Santa Anna, renversé en 1847, revient à l'invitation de l'Église et des conservateurs avec lesquels il reprend les pleins pouvoirs. Son administration n'est pas meilleure que les précédentes. Il dépense énormément d'argent, mène grand train, vend une portion de territoire aux États-Unis (achat Gadsden : en cela il a peut-être évité une nouvelle guerre). De nouveau déclaré président à vie, il prend la qualité d’Altesse Sérénissime. Il fait aussi composer et jouer un hymne national dont la musique et certains couplets sont restés les mêmes jusqu'à nos jours.
Dolores Tosta aimait les soirées qu'elle organisait fréquemment, elle assistait régulièrement au théâtre et à l'opéra. En mai 1854, lors d'une soirée littéraire en l'honneur de Santa Anna, la comtesse Henriette Sontag, a rendu publique pour la première fois la lettre que Francisco González Bocanegra avait écrite, c’est-à-dire que le couple Santa Anna entendit pour la première fois les paroles de l’hymne national mexicain. Une des strophes les plus éphémères était la quatrième, dédiée à Santa Anna.
Santa Anna continue la pratique des gouvernements précédents en versant de fortes sommes aux politiques et aux militaires pour s'assurer de leur loyauté. Mais en août 1855, républicains conservateurs et libéraux s'unissent une nouvelle fois, et avec l'aide des troupes de résistants, renverse le gouvernement de Mexico après une violente attaque de la capitale. C'est la révolution d'Ayutla.
Santa Anna doit s'enfuir à Cuba puis à nouveau en Colombie. Des caciques puissants et respectés tels que Santiago Vidaurri au Nuevo Léon et Manuel Doblado (es) dans le Guanajuato se joignent à ses opposants et leur fournissent des troupes. L'étendue de sa corruption est rendue publique, il est jugé par contumace pour trahison et ses biens au Mexique sont confisqués.
Il vit alors en Colombie (où il agit en bienfaiteur de Turbaco) puis dans l'île de Saint-Thomas. Les lois publiées en 1856 par le gouvernement de Comonfort confisquèrent tous les biens de Santa Anna et ses haciendas furent vendues au profit de la Nation. Pendant le règne de l'empereur Maximilien Ier imposé par les puissances européennes, Santa Anna n'est pas convié à reprendre du service dans les armées du président Juárez qui luttent contre une armée française commandée par le maréchal Bazaine et les corps expéditionnaires belges du colonel Alfred Van der Smissen. Ces troupes ne parviennent pas à venir à bout de la résistance mexicaine et finissent par quitter le Mexique, laissant l'empereur Maximilien seul face aux Mexicains qui le font fusiller. Après le retrait des troupes étrangères, une amnistie décrétée en 1872 par le président Lerdo de Tejada permet le retour de Santa Anna dans sa patrie.
En 1876, à Mexico, il meurt pauvre et oublié, lui qui aimait se faire appeler le Napoléon de l'Ouest. Peu avant son décès, des cérémonies en souvenir de la bataille de Churubusco furent organisées par le gouvernement. Santa Anna, qui avait été commandant en chef à l'époque, ne fut pas même invité à y assister.
Dolores de Tosta, malgré la différence d'âge avec son époux, ne lui survit qu'une décennie et meurt à Mexico le 11 août 1886.